# Terminal 3
Terminal 3 – trzeci album studyjny polskiej piosenkarki Viki Gabor. Wydawnictwo ukazało się 21 czerwca 2024 nakładem wytwórni muzycznej Sony Music Entertainment Poland.
Album jest utrzymany w stylu muzyki pop i elektronicznej. Składa się z wersji standardowej (1 CD).
Promocję Terminal 3 rozpoczęto w czerwcu 2023, wraz z premierą pierwszego promującego singla – „Stop Playing Games”. 19 kwietnia 2024 wydany został drugi utwór, „Daj mi znak”. Następnym singlem została piosenka „Wizja”. 21 czerwca wydała piosenkę „Kiss and Fly”.

## Lista utworów
Opracowano na podstawie materiału źródłowego.
| Terminal 3 – Wersja standardowa | Terminal 3 – Wersja standardowa | Terminal 3 – Wersja standardowa                                        | Terminal 3 – Wersja standardowa                                                   | Terminal 3 – Wersja standardowa |
| Nr                              | Tytuł utworu                    | Słowa                                                                  | Muzyka                                                                            | Długość                         |
| ------------------------------- | ------------------------------- | ---------------------------------------------------------------------- | --------------------------------------------------------------------------------- | ------------------------------- |
| 1.                              | „Wizja”                         | Wiktoria Gabor, Małgorzata Jamroży, Piotr Kozieradzki                  | Wiktoria Gabor, Małgorzata Jamroży, Piotr Kozieradzki, Jan Szarecki, Ryan Bickley | 2:30                            |
| 2.                              | „Daj mi znak”                   | Wiktoria Gabor, Małgorzata Jamroży, Piotr Kozieradzki                  | Wiktoria Gabor, Małgorzata Jamroży, Piotr Kozieradzki, Bhavik Pattionki           | 2:22                            |
| 3.                              | „Kiss and Fly”                  | Wiktoria Gabor, Piotr Kozieradzki, Jan Szarecki, Wojciech Słota        | Wiktoria Gabor, Piotr Kozieradzki, Wojciech Słota                                 | 2:37                            |
| 4.                              | „My Love”                       | Wiktoria Gabor, Małgorzata Jamroży, Piotr Kozieradzki                  | Timofei Crudu, Jonas Becker, Charlotte Haining                                    | 2:48                            |
| 5.                              | „GPS”                           | Wiktoria Gabor, Małgorzata Jamroży, Piotr Kozieradzki                  | Wiktoria Gabor, Małgorzata Jamroży, Piotr Kozieradzki, Bhavik Pattionki           | 2:21                            |
| 6.                              | „Nie mieszaj”                   | Wiktoria Gabor, Małgorzata Jamroży, Piotr Kozieradzki                  | Wiktoria Gabor, Małgorzata Jamroży, Piotr Kozieradzki, Bhavik Pattionki           | 2:27                            |
| 7.                              | „Answerphone”                   | Wiktoria Gabor, Małgorzata Jamroży, Piotr Kozieradzki, Ryan Bickley    | Wiktoria Gabor, Małgorzata Jamroży, Piotr Kozieradzki, Ryan Bickley               | 2:47                            |
| 8.                              | „Girl Like Me”                  | Timofei Crudu, Jonas Becker, Jesse Sogar-George, Amira Salah El-Shafie | Timofei Crudu, Jonas Becker, Jesse Sogar-George, Amira Salah El-Shafie            | 2:45                            |
| 9.                              | „Nie wiadomo”                   | Wiktoria Gabor, Małgorzata Jamroży, Piotr Kozieradzki                  | Małgorzata Jamroży, Piotr Kozieradzki, Marco Marra, Filippo Stocco, Andrea Moroni | 2:17                            |
| 10.                             | „Stop Playing Games”            | Wiktoria Gabor                                                         | Wiktoria Gabor, Michał Kush                                                       | 2:58                            |
|                                 |                                 |                                                                        |                                                                                   | 25:52                           |

## Pozycje na listach sprzedaży

### Pozycje na listach tygodniowych
| Kraj   | Lista (2024)            | Najwyższa pozycja |
| ------ | ----------------------- | ----------------- |
| Polska | OLiS – albumy fizycznie | 45                |